# ریچارد ال. مورفی
ریچارد ال. مورفی (به انگلیسی: Richard Louis Murphy) سناتور سابق عضو حزب دموکرات ایالات متحده آمریکا بود. وی در سال ۱۹۳۳ تا ۱۹۳۶ میلادی سناتور ایالت آیووا در سنای ایالات متحده آمریکا بود.